# SY A (schip, 2015)
De SY A (afkorting voor Sail Yacht A) is een zeewaardig zeiljacht, in eigendom van de Russische miljardair en oligarch Andrej Melnitsjenko, die ook eigenaar is van Motor Yacht A. Het schip is ontworpen door Philippe Starck en gebouwd door het Duitse werf Nobiskrug in Rendsburg. Met een lengte van 142,81 meter is de SY A het grootste zeiljacht ter wereld. In januari 2017 werd de SY A in de vaart genomen.
Op 12 maart 2022 werd het schip – met een op dat moment geschatte waarde van 530 miljoen euro – door de Italiaanse autoriteiten in de havenstad Triëst in beslag genomen, nadat Melnitsjenko op de sanctielijst van de Europese Unie kwam te staan vanwege de Russische invasie van Oekraïne. Een poging om het beslag te laten opheffen werd in februari 2025 door het Gerecht verworpen.

## Specificaties
De SY A is grotendeels gebouwd van staal, met composiet en koolstofvezel om gewicht te besparen. Het schip is 142,81 meter lang, met een maximale breedte van 24,88 meter en een diepgang van acht meter. Het schip heeft een hybride dieselelektrisch voortstuwingssysteem, bestaande uit twee MTU-dieselmotoren van ieder 3.600 kW en twee elektromotoren van ieder 4.300 kW.
Dykstra Naval Architects, het Nederlandse bedrijf dat ook de tuigage voor de Maltese Falcon ontwierp, heeft voor de SY A het zeilsysteem ontworpen. De SY A heeft drie masten – de grootste carbon masten ter wereld – waarvan de middelste mast ruim honderd meter boven de waterlijn uitkomt. Het totale zeiloppervlak is 3.747 vierkante meter.
Het schip heeft tien suites voor maximaal twintig gasten, acht teakhouten dekken die verbonden zijn door meerdere liften en vrij zwevende wenteltrappen, garages voor vier tenders en een onderzeeër, evenals een helikopterplatform op de boeg. Daarnaast is er een zwembad en een fitnessruimte aan boord. In de kiel van het jacht zit een onderwater observatiecapsule. Het gebruikte teakhout bleek na controle illegaal gekapt te zijn.

## Galerij

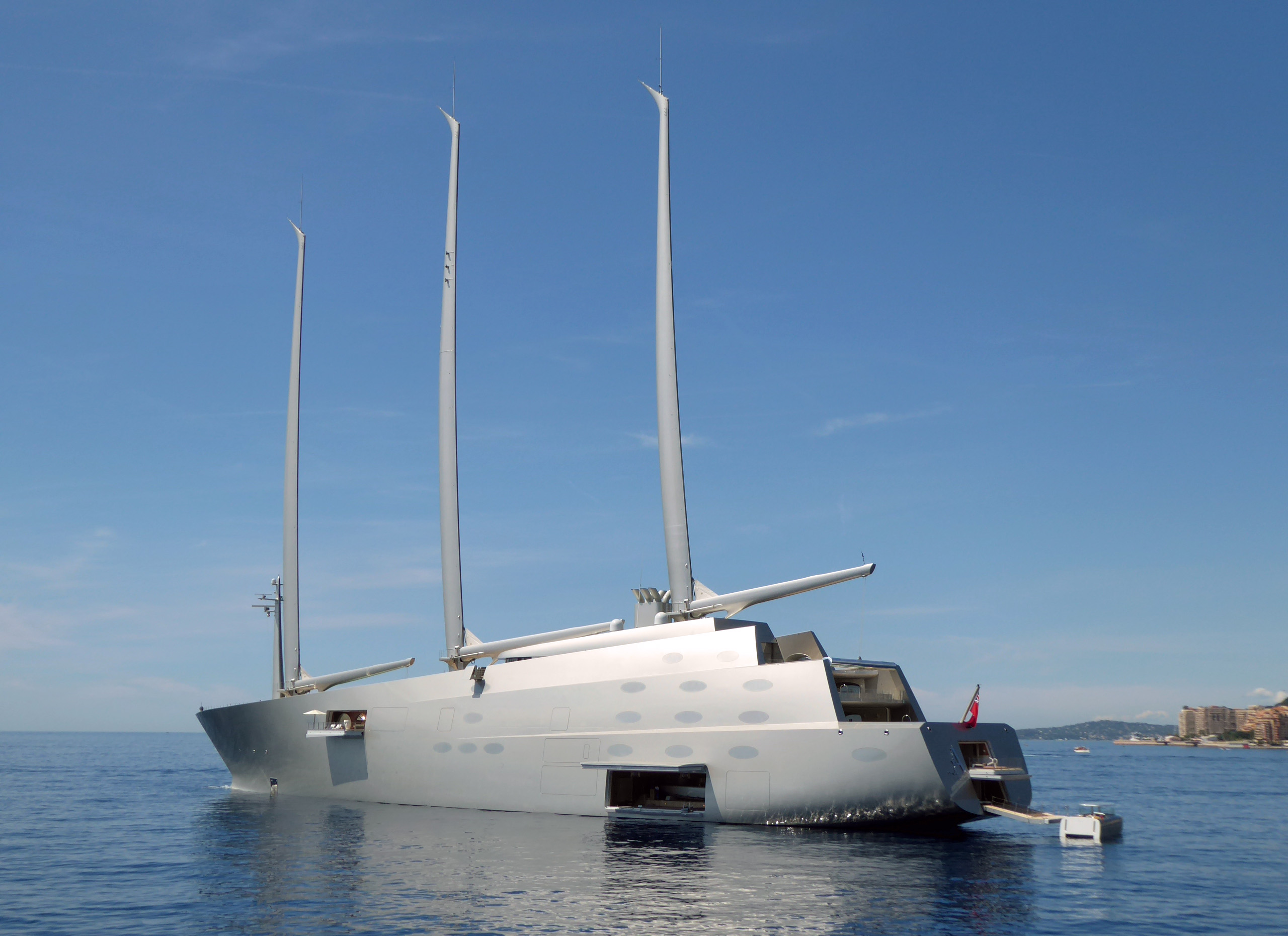
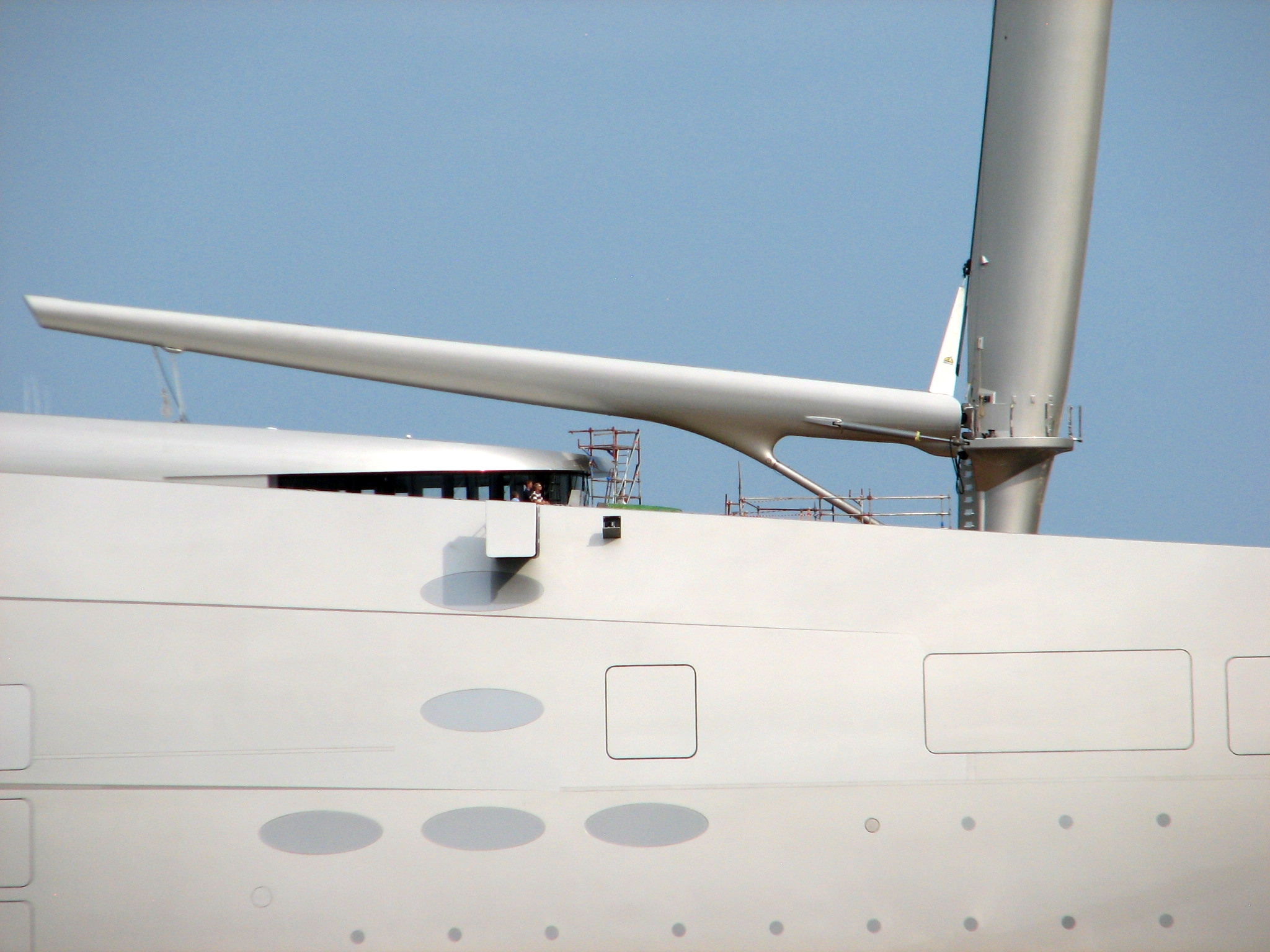
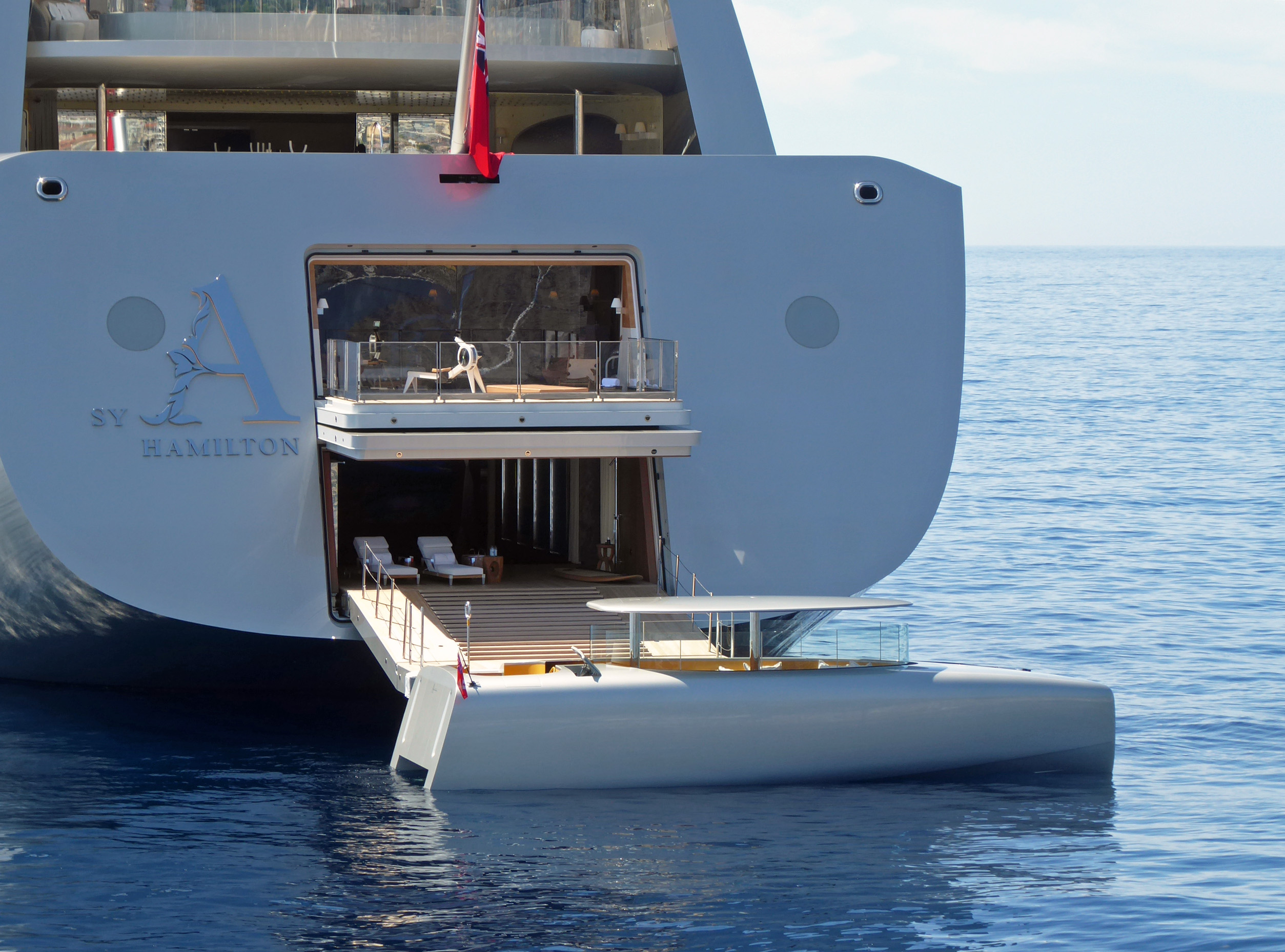
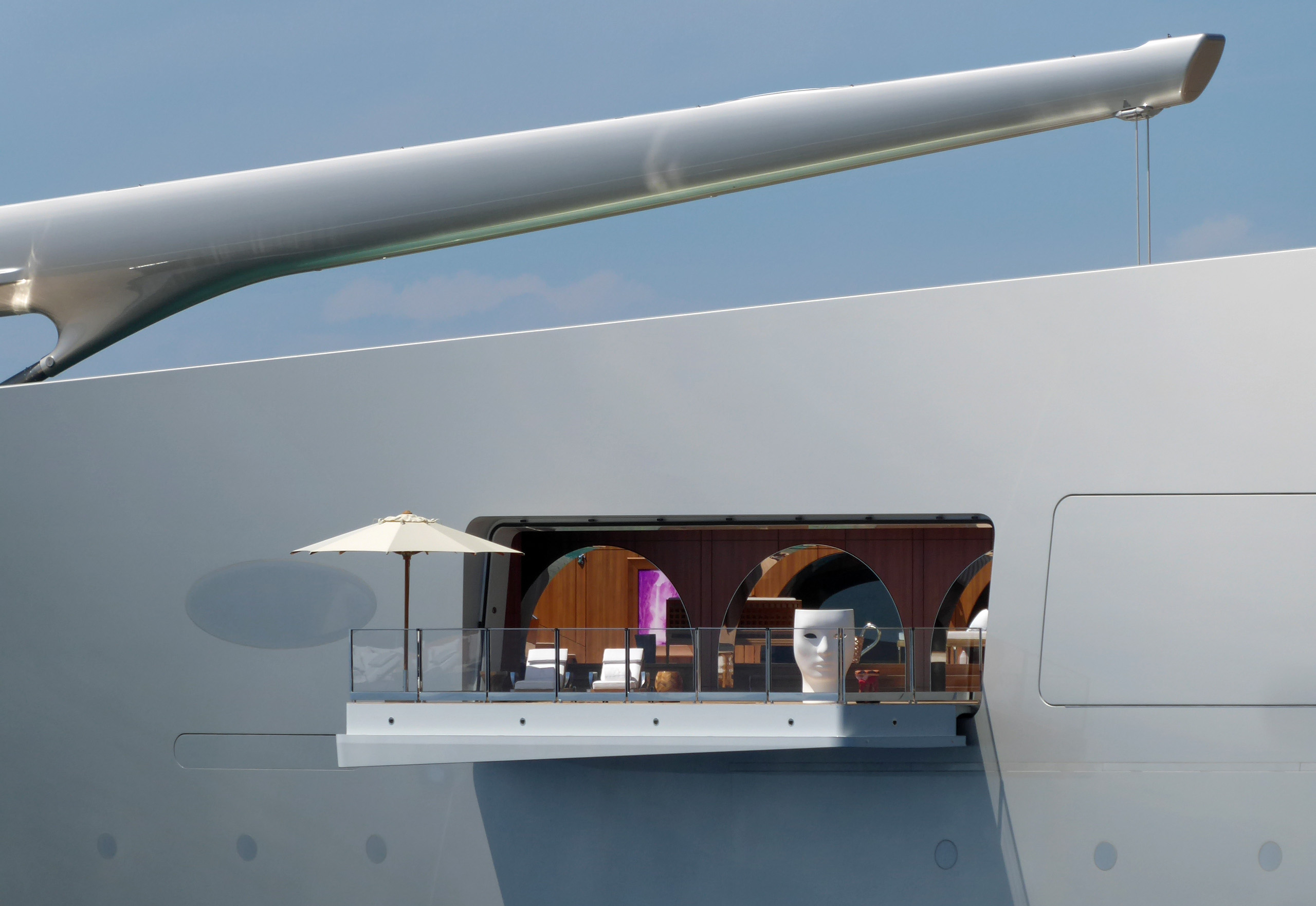
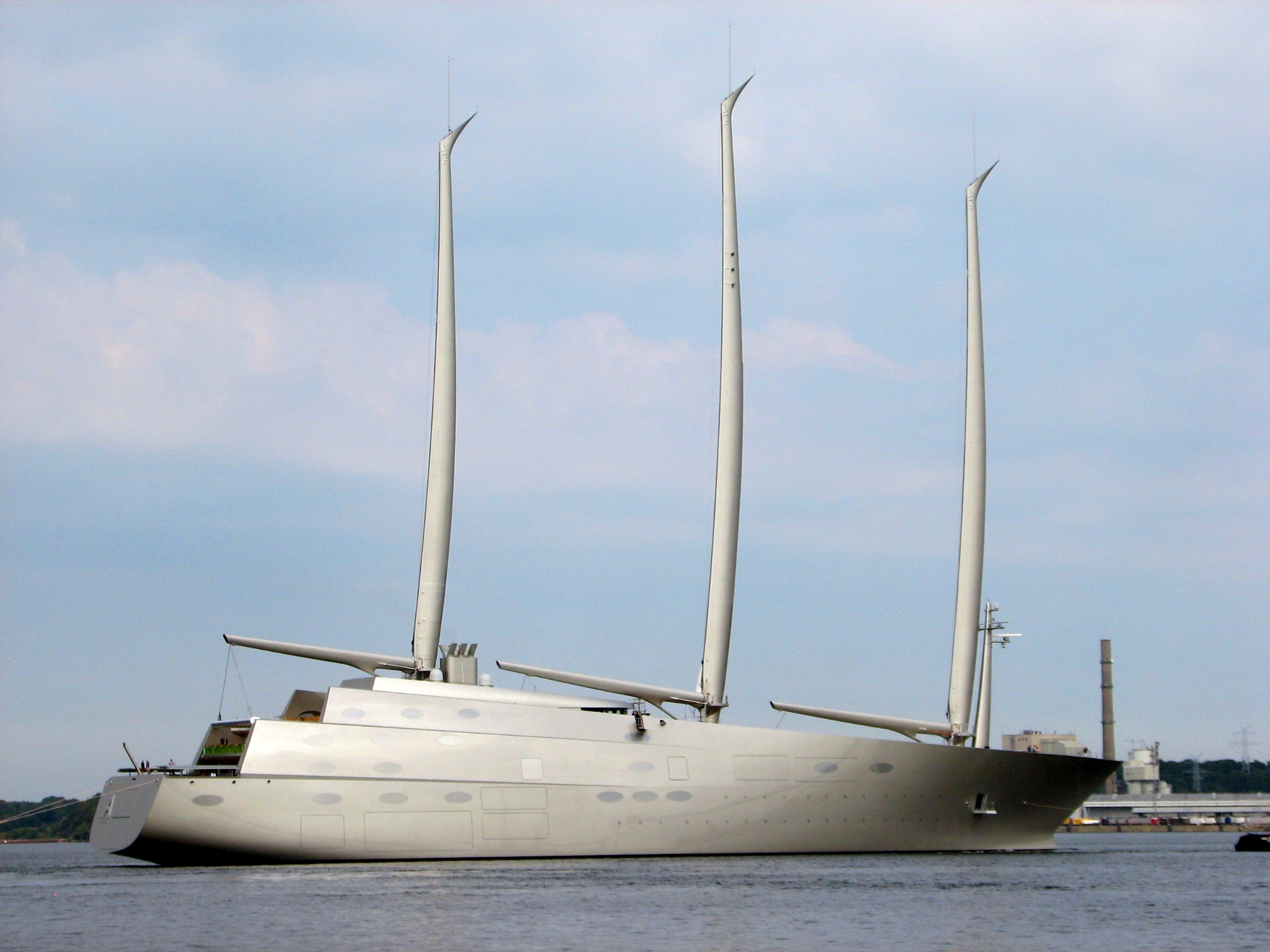
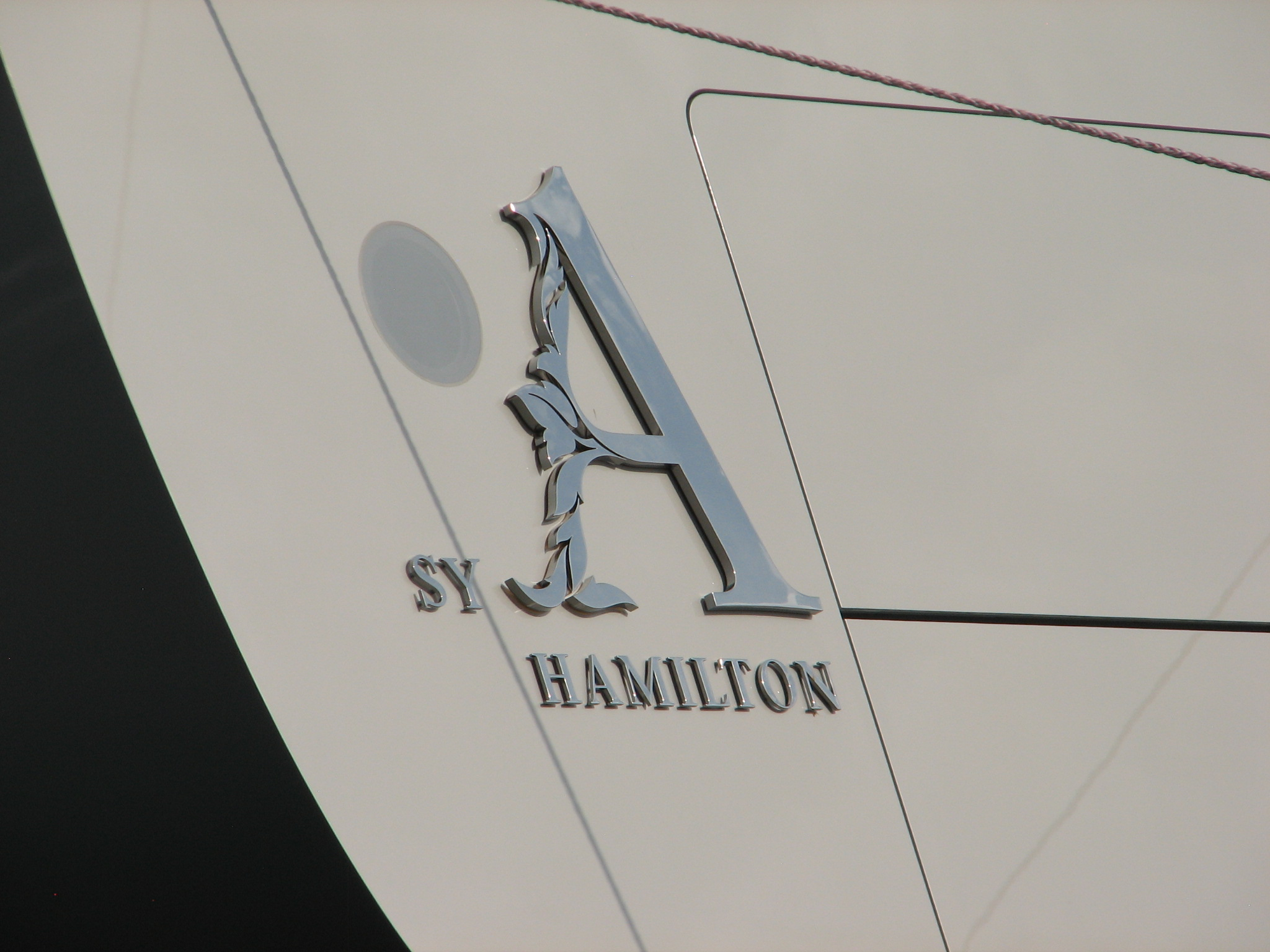